# Montgestin
Montgestin (en francès Montgesty) és un municipi francès situat al departament de l'Òlt i a la regió d'Occitània.
El municipi té Montgestin com a capital administrativa, i també compta amb els agregats de lo Puèg, Mas de Riu, Gisard, lo Sirièi i la Pesada.

## Demografia
| 1962                                       | 1968 | 1975 | 1982 | 1990 | 1999 | 2006 |
| ------------------------------------------ | ---- | ---- | ---- | ---- | ---- | ---- |
| 299                                        | 309  | 336  | 325  | 273  | 266  | 278  |
| Des de 1962: població sense dobles comptes |      |      |      |      |      |      |

## Administració
| Període   | Identitat          | Partit |
| --------- | ------------------ | ------ |
| 2001-2008 | Patrice de Loustal |        |
| 2008-     | Jean-Noël Galthié  |        |